# Cratere Peta
Peta  è un cratere sulla superficie di Marte.